# Mindste hus i Storbritannien
Mindste hus i Storbritannien (engelsk: Smallest House in Great Britain, walisisk: Y Tŷ Lleiaf ym Mhrydain Fawr), også kendt som Quay House, er en turistattraktion på kajen i Conwy, Wales. Med et grundplan på lige under 5,5 m2 er det eftersigende det mindste hus i Storbritannien.

## Historie
Det diminutive hjem blev bygget i 1500-tallet og var i brug op til år 1900, hvor beboeren, der var en fiskermand på 1,91 m, hed Robert Jones. Rummene var for små til at han kunne stå ordentligt op, og han var nødt til at flytte ud, da byrådet besluttede at huset ikke var egnet til menneskelig beboelse sammen med flere andre ejendomme. Huset er fortsat ejet af hans efterkommere, hvor det er gået i arv igennem den kvindelige gren, da hans Jones' sønner ikke havde interesse i det.
Redaktøren af North Wales Weekly News overtalte Roger Dawson (ejeren) til at rejse med ham rundt i Storbritannien for at kunne erklære huset som det mindste i Storbritannien. Denne titel blev senere bekræftet af Guinness Book of Records.

## Arkitektur
Huset har et gulv på 3,05 gange 1,8 meter, og er malet rødt. Det er opført op af Conwy Castles mure. Underetagen er indrettet til stue med et rum til kul og åben ild, og en vandhane bag trappen. På overetagen findes et lille soveværelse der også har en niche til opbevaring.

### Turisme
Indgangen til huset koster £1,00 for voksne, og 50p for børn, og der findes information om huset indendørs. En traditionelt klædt walisisk kvinde står udenfor huset i åbningstiden, og fortæller om bygningens historie. Det er ikke muligt at gå ovenpå for besøgende, men man kan se rummet fra en trappestige. Åbningstiden går fra foråret til efteråret.
I juni 2006 mistede attraktionen 50 % af sine besøgende som følge af et vejarbejde.

## Galleri
- Quay House ved siden af andre huse på kajen.
- Billede af huset.
- Kvinden der fortæller om husets historie
- Bygningen er opført op af Conwy Castles mure.

## See also
- Aberconwy House
- Conwy Castle